# Образовательное учреждение
Образова́тельное учрежде́ние, также уче́бное заведе́ние — организация, предназначенная для обучения и воспитания учащихся. Основными функциями учебных заведений являются предоставление образовательных услуг, развитие интеллектуальных, творческих и физических способностей студентов, а также подготовка их к дальнейшей профессиональной деятельности. К учебным заведениям относятся школы, лицеи, гимназии, колледжи, техникумы, институты, университеты и другие образовательные учреждения.
В зависимости от уровня образования, учебные заведения могут быть дошкольными, начальными, средними и высшими. Они могут быть государственными, частными или муниципальными, и работать на основе различных образовательных программ и методик.
Каждое учебное заведение действует в соответствии с образовательными стандартами и программами, утверждёнными государством или соответствующими аккредитационными органами.

## Основные типы учебных заведений
1. Дошкольные образовательные учреждения (детские сады) — занимаются воспитанием и обучением детей дошкольного возраста.
2. Общеобразовательные школы — предоставляют общее среднее образование.
3. Профессиональные учебные заведения — колледжи и техникумы, обеспечивающие среднее профессиональное образование.
4. Высшие учебные заведения (институты, университеты, академии) — предоставляют высшее образование и занимаются научной деятельностью.
5. Дополнительные образовательные учреждения — школы искусств, спортивные секции и другие, предлагающие дополнительное образование и развитие.